# Okręg Rzeszy Kraj Sudetów

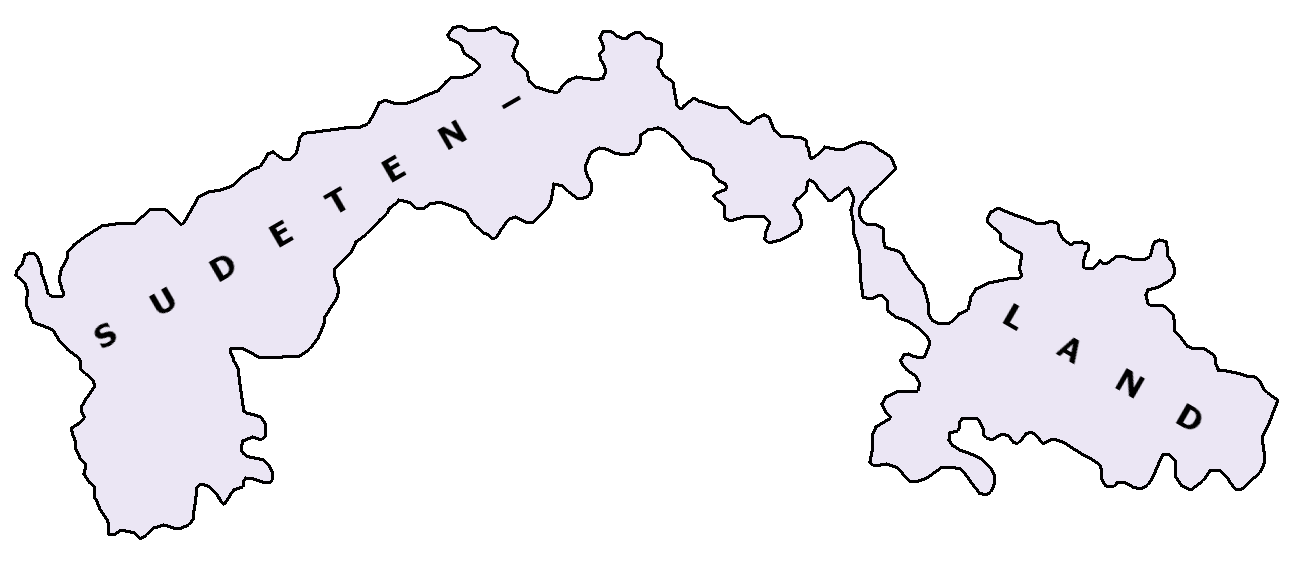
Okręg Rzeszy Kraj Sudetów

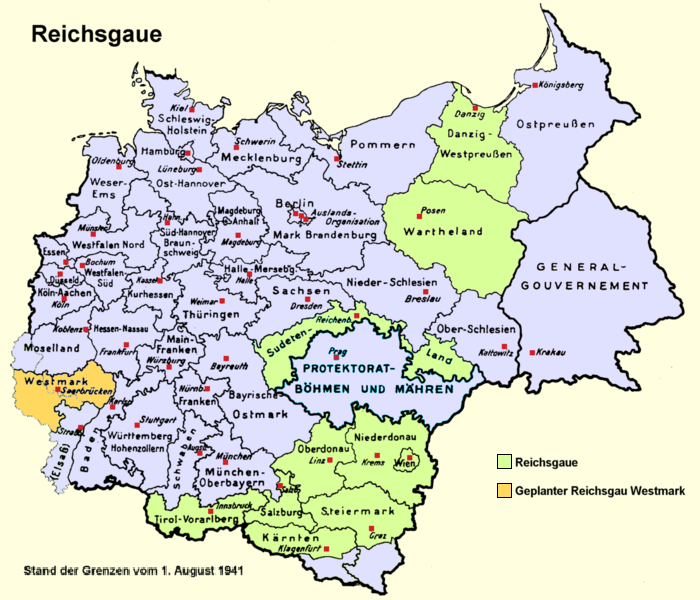
Okręgi Rzeszy (Reichsgaue) koło 1941 r.

Kraj Sudetów – Okręg Sudecki znajdował się tylko w północnej części Kraju Sudetów

Okręg Rzeszy Kraj Sudetów (Okręg Sudecki, niem. Reichsgau Sudetenland, Sudetengau, cz. Říšská župa Sudety, Sudetská župa) – nazwa regionu administracyjnego istniejącego w latach 1938–1945, jednostka administracyjna III Rzeszy obejmująca pogranicze Czech, Moraw i Śląska Czeskiego. Najwyższym punktem był wierzchołek Śnieżki – 1603 m n.p.m.
Zamieszkane przez Niemców regiony Czechosłowacji – Kraj Sudetów – były obiektem irredenty ze strony Niemiec. W sprzyjającej atmosferze politycznej – na mocy układu monachijskiego – ziemie sudeckoniemieckie zostały zbrojnie zajęte przez Niemcy w październiku 1938. Z ich północnej części utworzono Okręg Rzeszy Kraj Sudetów, zaś tereny południa Czech i Moraw przyłączono do okręgów Bawarii (Okręg Bawarska Marchia Wschodnia) i do okręgów utworzonych w miejscu zaanektowanej Austrii/Marchii Wschodniej (Okręg Górny Dunaj i Okręg Dolny Dunaj). Kraik hulczyński był połączony do Okręgu Śląsk (od 1941 r. do Okręgu Górny Śląsk).
Stolicą Okręgu Sudeckiego był Liberec (niem. Reichenberg) a sam Okręg Rzeszy Kraj Sudetów dzielił się na trzy rejencje:
- rejencja chebska (niem. Regierungsbezirk Eger, cz. vládní obvod Cheb) ze stolicą w Karlowych Warach,
- rejencja uściańska (niem. Regierungsbezirk Aussig, cz. vládní obvod Ústí nad Labem) ze stolicą w Uściu nad Łabą,
- rejencja opawska (niem. Regierungsbezirk Troppau, cz. vládní obvod Opawa)[1] ze stolicą w Opawie.

Czechosłowacja oddając Niemcom Kraj Sudetów, pozbawiła się większości swoich umocnień granicznych i osłabiła swoje szanse na obronę. Inwazja i aneksja została dokonana przez III Rzeszę 15 marca 1939 niemal bez przeszkód. Po ostatecznym zagarnięciu czeskiej części Czechosłowacji, z ich pozostałej (nie zaanektowanej wcześniej) części utworzono Protektorat Czech i Moraw.
Po klęsce III Rzeszy w II wojnie światowej tereny te zostały włączone z powrotem do odnowionej Czechosłowacji (przywrócono granicę z lat 1920–1937). W celu uniknięcia ponownej fali irredenty Niemcy sudeccy zamieszkujący te tereny zostali pod przymusem wysiedleni do Niemiec (tzw. dekrety Beneša). Czesi określali ten region od 1945 r. jako pohraniční území albo české pohraničí (pogranicze czeskie).

## Podział administracyjny Okręgu Rzeszy Kraj Sudetów

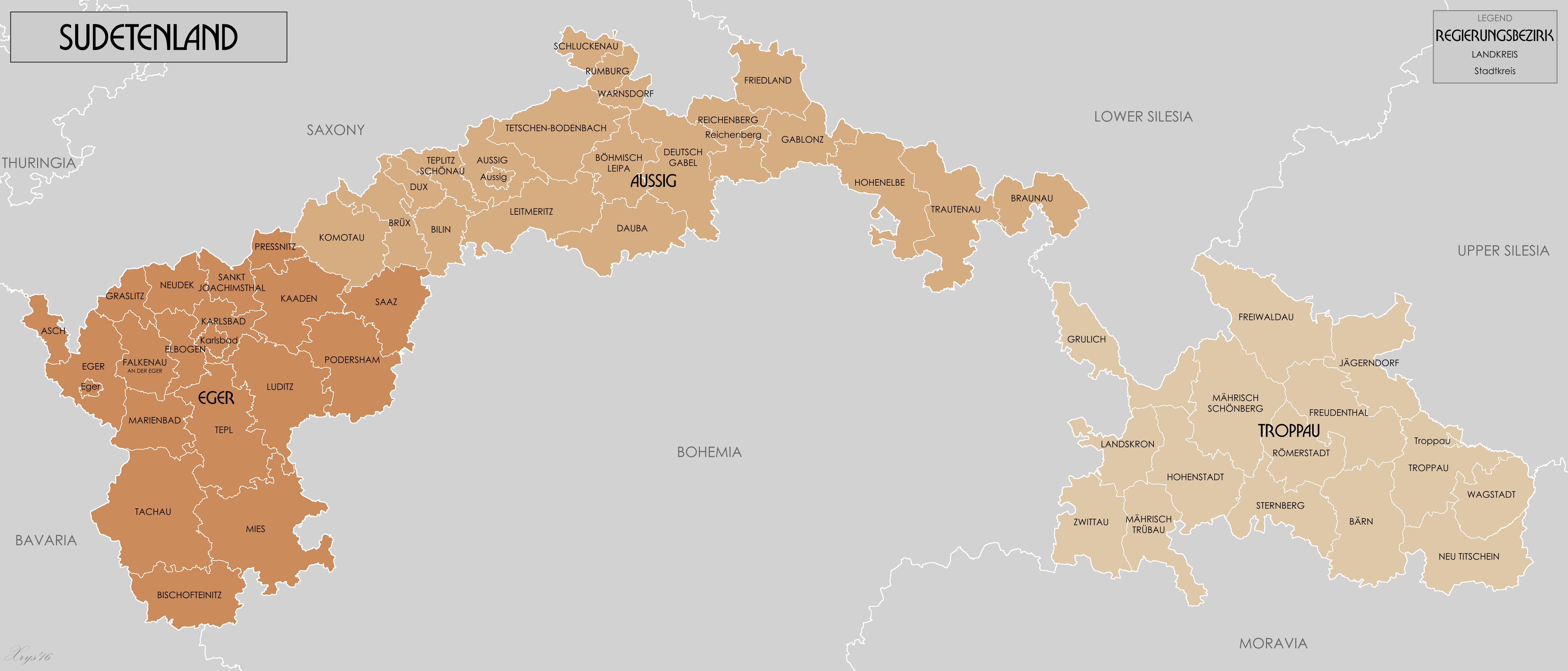
Podział administracyjny Okręgu Rzeszy Kraj Sudetów

### Regierungsbezirk Aussig

#### Stadtkreise
Aussig, Reichenberg

#### Landkreise
Aussig, Bilin, Böhmisch Leipa, Braunau, Brüx, Dauba, Deutsch Gabel, Dux, Friedland (Isergebirge), Gablonz an der Neiße, Hohenelbe, Komotau, Leitmeritz, Reichenberg, Rumburg, Schluckenau, Teplitz-Schönau, Tetschen-Bodenbach, Trautenau, Warnsdorf

### Regierungsbezirk Eger (siedziba: Karlsbad)

#### Stadtkreise
Eger, Karlsbad

#### Landkreise
Asch, Bischofteinitz, Eger, Elbogen, Falkenau an der Eger, Graslitz, Kaaden, Karlsbad, Luditz, Marienbad, Mies, Neudek, Podersam, Preßnitz, Saaz, Sankt Joachimsthal (siedziba: Karlowe Wary), Tachau, Tepl

### Regierungsbezirk Troppau

#### Stadtkreis
Troppau

#### Landkreise
Bärn, Freiwaldau, Freudenthal, Grulich, Hohenstadt, Jägerndorf, Landskron, Mährisch Schönberg, Mährisch Trübau, Neu Titschein, Römerstadt, Sternberg, Troppau, Wagstadt, Zwittau

## Regiony pocztowe
- Westsudetenland / Zachodni Kraj Sudetów (rejencja chebska i rejencja ujska)
- Ostsudetenland / Wschodni Kraj Sudetów (rejencja opawska)

## Herb

Herb Okręgu Rzeszy Kraj Sudetów

Herb Okręgu Rzeszy Kraj Sudetów (1938-1945) obowiązywał w latach 1940-1945. Został ustanowiony 9 września 1940 r.
W polu pierwszym znajdował się na czerwonym tle czarny orzeł przemyślidzki (orzeł świętowacławski – dawny herb Czech aż do połowy XIII wieku), w polu drugim dwudzielnym w słup orzeł  morawsko-śląski, z prawej (heraldycznie) na srebrnym tle połowa orła czarnego z białą przepaską w kształcie półksiężyca (herb Śląska Sudeckiego), z lewej na czarnym tle połowa orła w szachownicę srebrno-czerwoną (herb Moraw). W polu dolnym znajdowała się na czerwonym tle krata srebrna – fragment herbu Wolnego Miasta Rzeszy – Chebu (Eger) jako symbol ziemi chebskiej (Egerlandu).